# Jean-Théodore Cocteau
Jean-Théodore Cocteau (Parigi, 15 marzo 1798 – Parigi, 13 maggio 1838) è stato un erpetologo francese.
Contemporaneo dei connazionali André Marie Constant Duméril, Georges Cuvier e Gabriel Bibron, collaborò con questi, ed altri a livello mondiale, in pubblicazioni a tema naturalistico. Cocteau pubblicò un volume sugli Scincidi, Etudes sur les Scincoïdes del 1836, e classificò un buon numero di nuovi taxon. Cocteau è ricordato con l'epiteto scientifico di una specie di grande scincide, Chioninia coctei, al 2025 considerata estinta.
| Cocteau è l'abbreviazione standard utilizzata per le specie animali descritte da Jean-Théodore Cocteau. Categoria:Taxa classificati da Jean-Théodore Cocteau |